# グローバルモデル
- 携帯電話 > スマートフォン > グローバルモデル
- 携帯電話 > 日本における携帯電話 > グローバルモデル

グローバルモデル(英: global model)とは、製品を世界規模の市場で供給することを目的とした物品の総称である。またそのような工夫を施した製品の仕様を言う。2010年代に入ってからは主に携帯電話に対して使われる言葉であるが、自動車・オートバイ業界における世界戦略車の別称としても使われる。

## 携帯電話におけるグローバルモデル

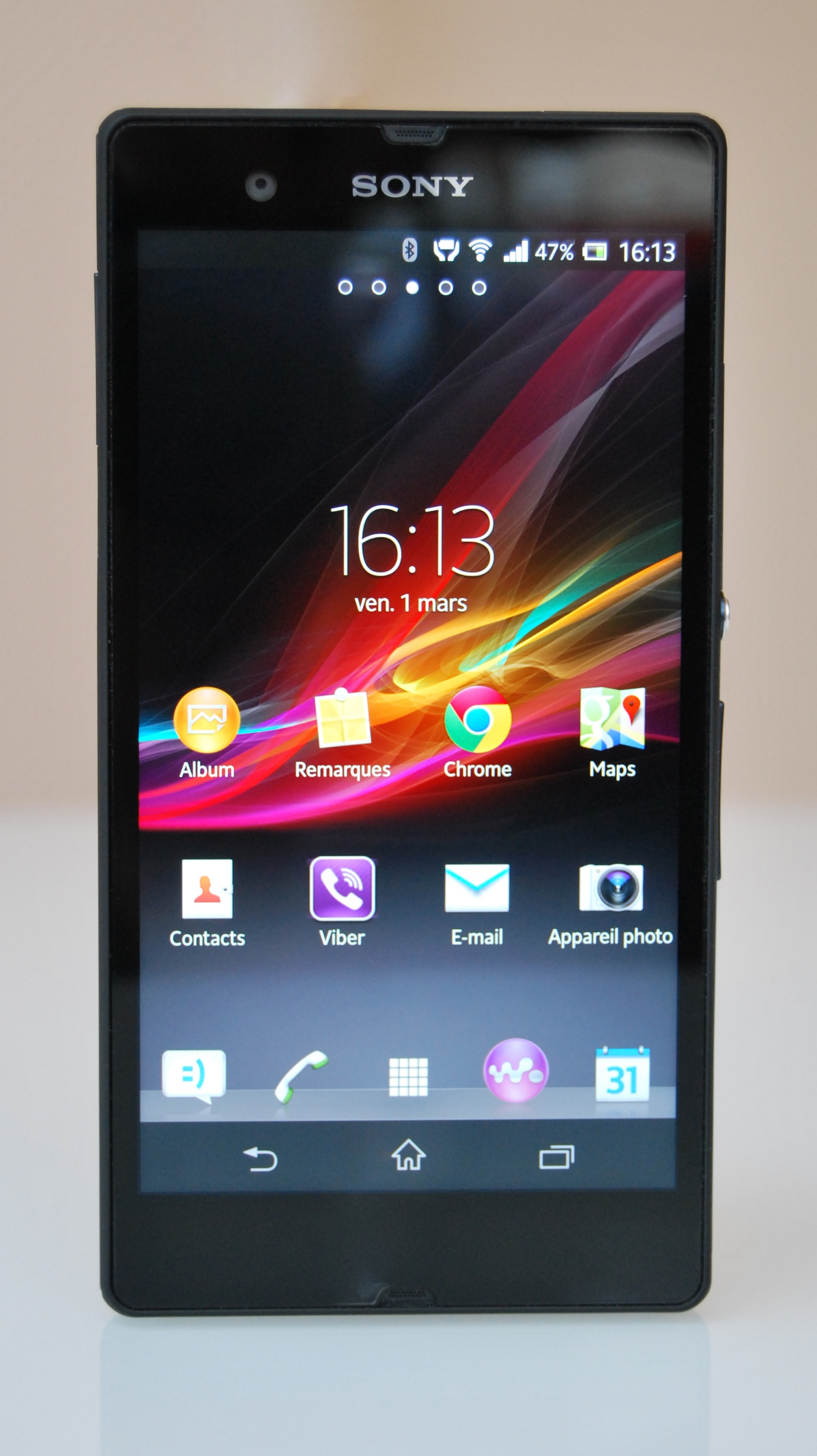
Sony Xperia Zのグローバルモデル。前面にはSONYのロゴのみで、キャリアのロゴは入れられていない。

グローバルモデルの携帯電話は、複数の国に向けて出荷・販売するためのモデルである。その特徴として、主に世界標準規格に準拠した機能が搭載され、世界各国で共通して使えるように設計されており、国による仕様の差異をなくしている。
例えば、世界で広く使われている通信方式のひとつであるGSMやW-CDMAなどに対応する。逆に世界標準として使われていないワンセグや赤外線通信、フェリカ、おサイフケータイなどは、機能が特定の国に限定されるため、グローバルモデルには搭載されない。
またデザイン面でも、特定国に向けたカスタマイズがされない。例えば、「docomo」や「au」、「Xi（クロッシィ）」などの移動体通信事業者のロゴといった、メーカー以外のデザインは関与しない。そのため通信キャリアのロゴなどは入れられない。
反対に特定国に限定された機能や、通信キャリアの独自機能を搭載したものをガラパゴス携帯、若しくはスマートフォンの場合にはガラパゴススマートフォンがあり、広義に「ローカルモデル」とも呼ぶ。地域で使用される言語に対応させた物は『ローカライズ』という。

### 利点
- 仕様が共通化されるため、製造コストを安く抑えられる。
- 多言語に対応。
- 各国の主要の通信方式と通信バンドに対応 (GSM、W-CDMAなど)。
- 製造メーカーの意図した仕様設計が可能である。
- オペレーションシステムのアップデートが、迅速かつ長期継続される。

### 欠点
- 各国のSIMカードを使用するには、対応通信方式やバンドを確認する必要がある。
- 特定国の需要を取り入れた機能を使用できない。
- 発売国以外では、その国の法律に基づいた使用ができない場合がある

日本では、日本人が技適マークの表示がないもので通信を行うと、電波法違反となる。しかし、観光目的での訪日外国人が使う事に関しては許されているなど、総務省の法令運用に曖昧な面もある。